# Shi Rui

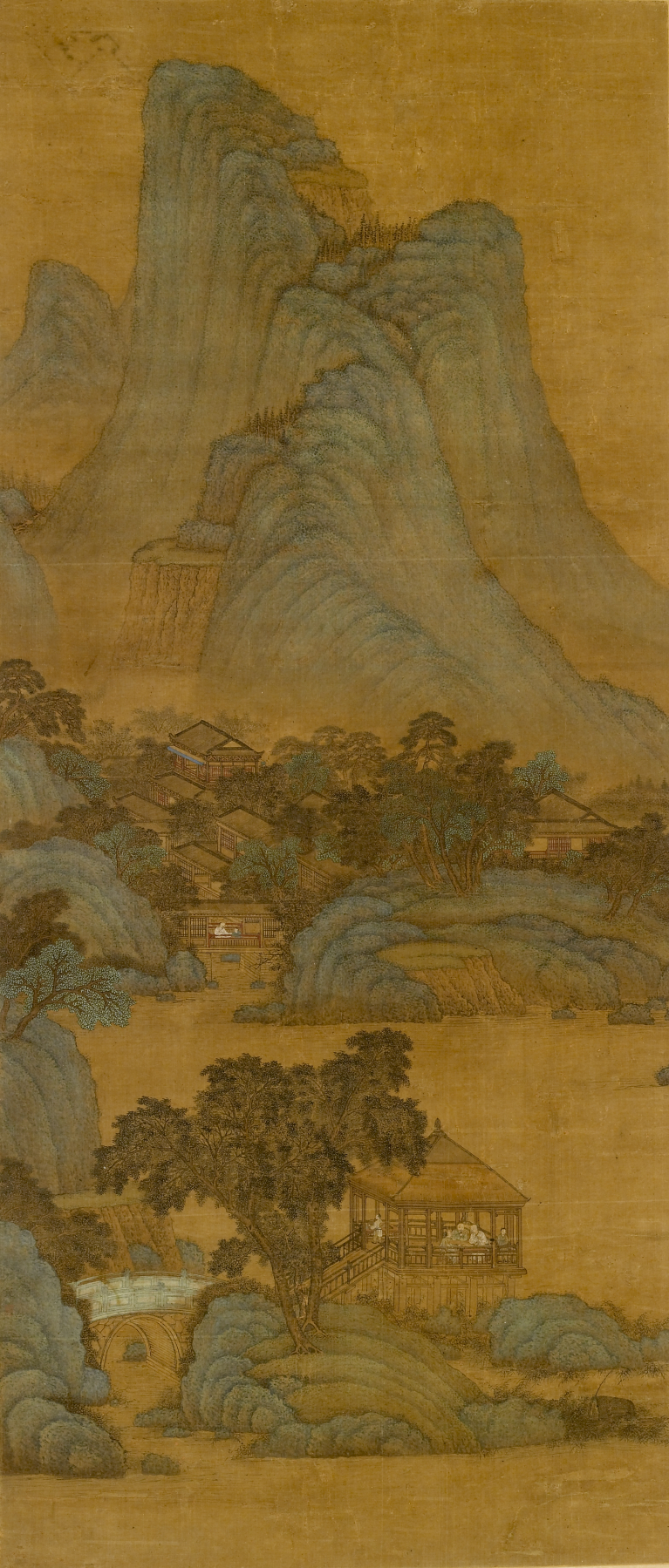
Walters Art Museum

Shi Rui (xinès simplificat: 石锐; xinès tradicional: 石銳; pinyin: Shí Ruì), conegut també com a Yiming, fou un pintor xinès que va viure sota la dinastia Ming. Les dates exactes del seu naixement i de la seva mort són desconegudes però se sap que la seva activitat artística es va desenvolupar entre els anys 1426 i 1470. Va néixer a Qiantang, actualment Hangzhou, província de Zhejiang (Font: Anita Chung, pàg, 34). Va servir en l'Administració imperial.
Pintor paisatgista, és un dels més destacats representants de la pintura acadèmica de la dinastia Ming (amb Guo Chun, Li Zai i Zhu Duan que es diferencien segons la seva adhesió als estils dels mestres dels períodes Song i Yuan. Shi també forma part dels artistes que practicaven el que es coneix, en història de l'art, com a “pintura arquitectural”. Entre les seves obres destaquen: “Admirant les flors”, “Felicitacions d'Any Nou i “Plaer de pescador en un poble vora l'aigua”.